# William Sprague (Politiker, 1799)

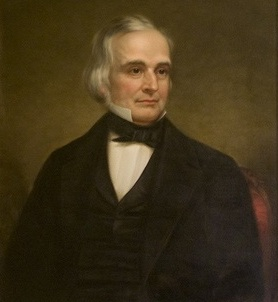
William Sprague III

William Sprague III (* 3. November 1799 in Cranston, Rhode Island; † 19. Oktober 1856 in Providence, Rhode Island) war ein US-amerikanischer Politiker und von 1838 bis 1839 Gouverneur des Bundesstaates Rhode Island. Außerdem vertrat er seinen Staat in beiden Kammern des Kongresses.

## Frühe Jahre und politischer Aufstieg
William Sprague übte nach seiner Schulzeit zunächst kaufmännische Tätigkeiten aus. Zwischen 1832 und 1835 war er Abgeordneter im Repräsentantenhaus von Rhode Island. Dort amtierte er zeitweise als Speaker des Hauses. Im Jahr 1832 bewarb er sich erfolglos um das Amt des Gouverneurs von Rhode Island. Zwischen dem 4. März 1835 und dem 3. März 1837 absolvierte er als Mitglied der Whig Party eine Legislaturperiode im Repräsentantenhaus der Vereinigten Staaten.

## Gouverneur und US-Senator
Im Jahr 1838 wurde Sprague zum neuen Gouverneur seines Staates gewählt. Er trat sein neues Amt am 2. Mai 1838 an. Ein Jahr später erreichte er bei dem Versuch, darin bestätigt zu werden, unter drei Kandidaten eine relative, aber keine absolute Mehrheit. Die Entscheidung über den neuen Gouverneur musste entsprechend der Staatsverfassung von der Legislative getroffen werden. Da sich diese nicht auf einen der ursprünglichen Kandidaten einigen konnte, wählte sie mit Samuel Ward King einen Staatssenator in dieses Amt. Damit musste Sprague sein Gouverneursamt am 1. Mai 1839 an King abgeben. Während seiner Amtszeit wurde ein geologisches Gutachten zur Erforschung der Bodenschätze von Rhode Island in Auftrag gegeben. Für den Handel mit alkoholischen Getränken wurden Lizenzen vergeben.
Nach dem Tod von Nathan Fellows Dixon wurde Sprague zu dessen Nachfolger als US-Senator gewählt. Zwischen dem 18. Februar 1842 und dem 17. Januar 1844 übte Sprague sein Mandat im Kongress aus. Dort war er Vorsitzender des Committee on Enrolled Bills. Nach seinem aus familiären Gründen erfolgten Rücktritt übernahm John Brown Francis, der vor ihm schon Gouverneur von Rhode Island gewesen war, seinen Sitz im US-Senat.

## Weiterer Lebenslauf
Nachdem sein Bruder ermordet worden war (dies war auch Grund seines Rücktritts aus dem US-Senat), übernahm Sprague die Leitung der familieneigenen Unternehmen. Er verfolgte den Prozess gegen die Mörder, von denen zwei zum Tod durch Hängen verurteilt wurden. Im Jahr 1848 war William Sprague einer der Wahlmänner von Präsident Zachary Taylor. Er starb im Jahr 1856. Mit seiner Frau Mary Waterman hatte William Sprague zwei Kinder. Sein Neffe William Sprague IV war von 1860 bis 1863 Gouverneur von Rhode Island und von 1863 bis 1874 US-Senator.